# Olulodes pulchra
Olulodes pulchra är en fjärilsart som beskrevs av George Thomas Bethune-Baker 1908. Olulodes pulchra ingår i släktet Olulodes och familjen nattflyn. Inga underarter finns listade i Catalogue of Life.